# Мимо окон идут поезда
«Мимо окон идут поезда» — советский фильм 1965 года о молодой учительнице литературы.
Автор сценария — Любовь Кабо, в 1940 году окончившая педагогический институт и на протяжении всей жизни работавшая учителем литературы.
Дебютная работа однокурсников-выпускников ВГИКовской мастерской Е. Дзигана режиссёров Эдуарда Гаврилова и Валерия Кремнёва.
Финал фильма вызвал оживлённые дискуссии. Несмотря на ряд недостатков, дебютный фильм режиссёров вошёл в число лучших фильмов о школе.

## Сюжет
Да какая там Лидия Сергеевна… просто хорошая девочка Лида, такая трогательная, бескомпромиссная, но такая беспомощная.
Двоедушие неумолимо становится началом равнодушия. И вот уже справедливый живой паренек тянет, глядя на учительницу тусклыми глазами: «Ерунда всё это, ерунда». Всё — это дружба, справедливость, достоинство. Этот тусклый, унылый взгляд не однажды возникнет на экране. ... Неопытной Лиде не сладить с хитрым, энергичным Фёдором Фёдоровичем. Однако и подчиниться ему Лида не может. Это означало бы согласие на двоедушие. Двоедушие Лида отрицает. Таков смысл финала — сильного и решительного.
В школу-интернат провинциального таёжного сибирского городка из Москвы приезжает работать учителем литературы молоденькая выпускница педагогического училища. Она такая молоденькая, что даже не может привыкнуть к собственному отчеству: «Лида»,— представляется она, и директору приходится её поправлять: «Лидия Сергеевна».
Молодая учительница смотрит на школьные события не из учительской, а как бы со школьной парты, изнутри класса.
И с самого появления в школе-интернате Лида не может понять порядков, заведенных здесь директором Фёдором Фёдоровичем, а когда понимает, что за внешне благополучной жизнью интерната скрывается равнодушное отношение преподавателей к детям — не хочет подчиниться тому, что порядок — единственная цель воспитательной работы, ведь в результате дети становятся двоедушными — слабые становятся лживыми, а то и подлыми, те, что сильнее и искреннее — замкнутыми.
Непосредственность, с которой героиня вторгается в жизнь школы, вызывает недовольство директора и завуча школы-интерната.
Но её 7 «Б» сложный класс — её ученик сирота Санька Зенков в игре «в раба» проиграл однокласснику Генке и теперь должен всё делать для него: застилать постель, чистить ботинки, и всячески подвергается издевательствам, или может откупиться от долга за десять рублей. Санька терпит и работает на распилке дров, пытаясь по копейкам собрать деньги на «долг чести».
В один день Генка с подручными впятером избивают Саньку за то что он гуляет с девочкой. Обидчики знают, что Санька не будет жаловаться, но девочка рассказывает о драке учительнице. Лида вызывает Саньку и по одному каждого из обидчиков и… даёт им возможность драться, но только теперь — один на один. Вскоре в школе происходит ЧП — на уроке 7 «Б» из сумочки учителя биологии украдены десять рублей…
На общешкольной линейке директор заставляет стоять всю школу до тех пор пока виновный из 7 «Б» не сознается. Лидия Сергеевна даёт честное комсомольское слово, что её ребята сами разберутся в этом деле. Она оставляет ребят в классе: «Я не могу быть следователем и не хочу. Решайте сами», и уходит. Лиде нужно чтобы виновник понял и сам сознался, для неё главное — научить, но директору нужен порядок и главное — наказать…

## В ролях
- Мария Стерникова — Лидия Сергеевна, учительница литературы
- Лев Круглый — Фёдор Фёдорович Гусев, директор интерната
- Элла Некрасова — Раиса Васильевна, старший воспитатель в интернате, учительница биологии
- Инна Выходцева — Евгения Ивановна, учительница
- Роман Хомятов — Валерий Павлович, учитель физкультуры
- Сергей Яковлев — Николай Степанович, учитель математики
- Аркадий Трусов — дядя Прокопий, истопник в интернате
- Екатерина Мазурова — тётя Агаша, сестра-хозяйка в школе-интернате
- Витя Косых — Саня Зенков, воспитанник школы-интерната
- Лида Волкова — Зина Семечкина, воспитанница школы-интерната
- Валерий Васильев — Вова Семёнов, «Мухомор», воспитанник школы-интерната
- Боря Кузнецов — воспитанник школы-интерната
- Миша Метёлкин — воспитанник школы-интерната
- Валентина Ананьина — учительница
- Зоя Исаева — учительница
- Юрий Киреев — майор, пришедший устраивать сына в школу-интернат
- Валентина Владимирова — Парамонова
- Лидия Королёва — мать Богуна
- Клавдия Хабарова — мать Васи
- Виктор Камаев — эпизод
- Феликс Ясюкевич — эпизод
- Сергей Зайцев — эпизод

## Критика
Отмечено, что название фильма настраивает на лиричный лад и… «оно обманывает»:

То, о чём фильм, рассказано просто, жёстко и напряжённо, без режиссёрских трюков, без поразительных ракурсов. У оператора С. Зайцева скромная камера. Ей определена задача — точно и прямо передать смысл происходящего.
«Молодые режиссёры. Не обнаруживают своеобразия кинематографического видения. Они традиционно работают с актерами, дают традиционное задание оператору, у них и композитор выступает как-то незаметно. Для дебюта это неосторожно. Дебютируя, надо показать всё, на что способен. Надо, так сказать „показать товар лицом“.»

Этот брюзжащий монолог не сочинён. Он услышан после одного из показов картины. В противоположность ему, однако, можно смело утверждать, что в фильме «Мимо окон идут поезда» молодые режиссёры именно показали «товар лицом». И этот товар куда ценнее бойкого кинематографического сочинительства.— Журнал «Советский экран», 1966
При этом отсутствие каких-либо экранных изысков и предпочтение скупой манеры повествования было поставлено только в заслугу: именно так и надо было — по примеру «когда-то критик И. Соловьева написала о Розове, что драматургу было бы неловко, если бы его пьесы ставили на новаторский лад, это возможно, но это ни к чему» — так и тут — о таком случае в школе, по сценарию опытных литераторов, знающих о школе не понаслышке, в силу художественной необходимости странно было бы снимать «необъятно длинными планами, странным монтажом, диковинными запрокидываниями камеры… Всё это здесь ни к чему, здесь надо было снимать с обычной точки — с уровня человеческого глаза».
Кинокритик Нина Игнатьева (которая через несколько лет станет заместителем главного редактора журнала «Искусство кино»), хоть и заметила недостатки фильма, но не придала им значения:

Первая работа молодых режиссёров — Э. Гаврилова и В. Кремнёва. Нет смысла преувеличивать художественные достоинства этого фильма и не замечать профессиональных просчетов дебютантов. Далеко не все сцены равно удались, порой хочется видеть более яркое и образное их раскрытие и не сталкиваться с повторами и несамостоятельными решениями, что обнаруживаешь в этой работе. И всё-таки появление картины «Мимо окон идут поезда» следует расценивать как скромное, но событие, радующее нас тем самым «вторжением в жизнь», которого не хватает очень многим нашим кинолентам, претендующим на значительность и масштабность.— кинокритик Нина Игнатьева, ежегодник «Экран», 1967 
В рецензии на фильм в журнале «Советский экран» кинокритик Ирина Рубанова отметила игру Льва Круглого и детей-актёров:

Директора играет артист Лев Круглый. Играет точно и резко, но без заострений, без открытого публицистического негодования. Его Фёдор Фёдорович — человек, которого вы можете встретить на улице, услышать с трибуны уважаемого собрания или оказаться директором школы, в которую вы отдали своего ребёнка. Размеренному миру директора противостоит вихрастая ребячья республика. Справедливость требует сказать, что Э. Гаврилову и В. Кремнёву ещё трудно работать с детьми-актерами. Местами, особенно в первых эпизодах фильма, детские лица ненатуральны, местами фальшивят детские голоса. Но и задачи у маленьких артистов в этой картине сложнее, чем во многих других.
Но основная критика и дискуссии вокруг фильма касались не кинематографической его стороны, а его не характерного для детского кино драматизма и не оптимистичного финала. Даже спустя 40 лет киновед Любовь Аркус назвала фильм «жёсткой социальной драмой» и «детским фильмом для взрослых». А в 1960—1970-е годы такая оценка фильма была распространена. Так, кинокритик Андрей Эрштрем,  рассматривая в журнале «Огонёк» подростковые фильмы о школе, писал о финале фильма:

В картине «Мимо окон идут поезда» молодая учительница, человек инициативный, ищущий, понимающий высокую меру ответственности своего труда. И вдруг она почему-то спасовала перед трудностями! Вовсе не оправданно, вопреки логике характера отказалась от возможной победы над консерваторами, которые тянут назад педагогический коллектив…
Главный редактор журнала «Огонёк» Анатолий Софронов в статье в журнале «Коммунист» — органе ЦК КПСС, упомянул о фильме в критическом ключе, как о пессимистичном, отметив, что, конечно, не следует повторять за американцами, которые пытаются высветить «ярмарочно сверкающий фасад и задрапировать, скрыть всё неприглядное, неправильно показывающее американский образ жизни» запрещая для демонстрации за рубежом фильм «Вестсайдская история», но всё же «нашим мастерам искусства важно обладать обостренным чувством ответственности за то, что мы создаём» — ему, при коллективном просмотре этого фильма в Болгарии, было неловко перед иностранцами::

Я присутствовал на просмотре кинофильма «Мимо окон идут поезда». В нём молодая учительница, едва переступив порог, начинает бороться с рутинерами, бездушными ретроградами, давящими все живое в детях. Преднамеренность, негативная заданность этого фильма были очевидны с первых кадров. Ничего светлого, ничего обнадеживающего во всей ленте не было. Зло торжествует над добром. Добро подавлено, растоптано, и молодой учительнице ничего другого не остается, как только собрать чемоданчик и тем же поездом, проходящим мимо окон интерната, уехать. Смотревшие этот фильм зрители состояли из наших друзей — поляков, венгров, немцев из ГДР и ФРГ. Когда в зале зажегся свет, все молча поднялись со своих мест. Мы, советские люди, испытывали чувство неловкости.
Один из режиссёров фильма так ответил на подобную критику:

Помню дискуссии о картине «Мимо окон идут поезда». Споры эти касались одного из постоянно дебатируемых вопросов детского кино — о допустимом уровне драматизма в фильме. И когда говорилось, что раз героиня уезжает из города и оставляет свой педагогический и детский коллектив, то, значит, она побеждена, а следовательно, урок картины пессимистический, — брали верх привычные штампы мышления. Один из прочных стереотипов в детском кино — стремление оградить молодого зрителя от всего печального, драматического, чтобы не разочаровать его в жизни, не сделать его слабым. Но ведь именно серьезность испытаний учит серьезности борьбы, а крах посеянных экраном иллюзий может обернуться личной трагедией, крахом судьбы. К тому же юный зритель вовсе не так уж прямолинеен в своих отношениях с искусством экрана. Он понимает, что печальный финал фильма — неравнозначен печальному финалу жизни. Если фильм — урок мужества, урок оптимизма. — режиссёр фильма Эдуард Гаврилов, статья в журнале «Искусство кино», 1982 год
Журнал «Искусство кино» отнёс фильм к лучшим фильмам для подростков:

 Художественные ответы на «проблемы интересов в переходном возрасте», о которых писал Лев Выготский, — вот что сделало незабываемыми фильмы «Мимо окон идут поезда», «Не болит голова у дятла», «Ключ без права передачи», «Розыгрыш». Такие фильмы живут в памяти юных зрителей даже тогда, когда ребята становятся взрослыми.
В 2014 году главный искусствовед Госфильмофонда России киновед Евгений Марголит один из выпусков своей передачи на канале «Культура», названной на фестивале архивного кино «Белые столбы» лучшей телепрограммой о кино, посвятил фильму «Мимо окон идут поезда», где отметил, что признаваемая в 1960-е одним из главных достижений студии картина — забыта даже специалистами:

Героев уносят не поезда, их уносит время, и они вместе со своим временем исчезают. Исчезает героиня Марии Стерниковой, с её очаровательным и потому особенно живым лицом. Исчезнут эти мальчишки с их вопрошающим взглядом. Умчалась и исчезла из памяти зрителей, да и специалистов и сама картина. Почему? Быть может, потому что времена у нас не столько сменяют, сколько отменяют друг друга, а проблемы так и остаются нерешёнными… хотя дело может быть и не в проблемах, а в том, что человек по сути своей не меняется.

## Призы и награды
И я был счастлив, когда две девушки из педагогического училища в Калинине сообщили в своем письме, что совсем было собрались уйти из училища, а после фильма решили остаться, потому что глубоко ощутили, как трудна, но как необходима эта профессия — профессия учителя.
- «Золотая роза» и спец. приз Издательства педагогической литературы ЧССР на МКФ детских и юношеских фильмов в Готвальдове-67.

## Интересный факт
- В ключевой сцене школьной линейки по поводу кражи денег в 7 «Б» классе директор интерната в своей речи произносит: «На весь наш интернат легло грязное пятно позора». Этот фильм — дебютная работа режиссёров Эдуарда Гаврилова и Валерия Кремнёва — будущих авторов первого эпизода первого выпуска киножурнала «Ералаш» в 1974 году: в этом эпизоде, по стихотворению Агнии Барто «Позорное пятно», сатирически изображено пионерское собрание по поводу «пятна на весь класс».